# Sofia de França
Sofia Filipina Isabel Justina de França (Sophie Philippine Élisabeth Justine de France; Versalhes, 27 de julho de 1734 — Versalhes, 2 de março de 1782) foi a oitava criança e a sexta filha do rei Luís XV de França e da rainha Maria Leszczyńska. Era duquesa de Louvois juntamente com a irmã Adelaide.

## Biografia
Nascida em Versalhes, foi criada na Abadia de Fontevraud, juntamente com as irmãs Vitória e Luísa Maria. Sofia retornou a Versalhes quando já tinha completado doze anos de idade, a novembro de 1750.
Sofia era conhecida na corte francesa por sua falta de beleza e timidez, assim como relatado por Madame Campan:
| «Madame Sofia era notavelmente feia; nunca vi uma pessoa com uma aparência tão pouco atraente; ela andava com a maior rapidez; e, para reconhecer as pessoas que se colocavam em seu caminho sem olhar para elas, adquiriu o hábito de olhar de lado, como uma lebre. Esta princesa era tão extremamente tímida que uma pessoa poderia estar com ela diariamente por anos sem ouvi-la pronunciar uma única palavra. Foi afirmado, no entanto, que ela demonstrava talento e até amabilidade em a companhia de algumas damas favoritas. Ela aprendeu muito sozinha, mas estudou sozinha; a presença de um leitor a teria desconcertado muito. Houve, no entanto, ocasiões em que a princesa, geralmente tão intratável, tornou-se de uma só vez afável e condescendente, e manifestou a mais comunicativa boa índole; isso aconteceria durante uma tempestade; tão grande era seu alarme em tal ocasião que ela então se aproximava dos mais humildes e lhes pedia mil e perguntas obrigatórias; um relâmpago a fez apertar suas mãos; um trovão a levaria a abraçá-los, mas com a volta da calmaria, a princesa retomou sua rigidez, sua reserva e seu ar repulsivo, e passou sem prestar atenção em ninguém, até que uma nova tempestade restaurou-lhe ao mesmo tempo seu pavor e sua afabilidade.» |

Ela e suas irmãs compartilhavam indignação moral perante os casos extraconjugais de seu pai e sempre se opuseram as favoritas reais, como Madame de Pompadour e Madame du Barry, Sofia muitas vezes interferia na política. Seu pai o rei Luís XV de França lhe deu as residências de Bellevue e Louvois.

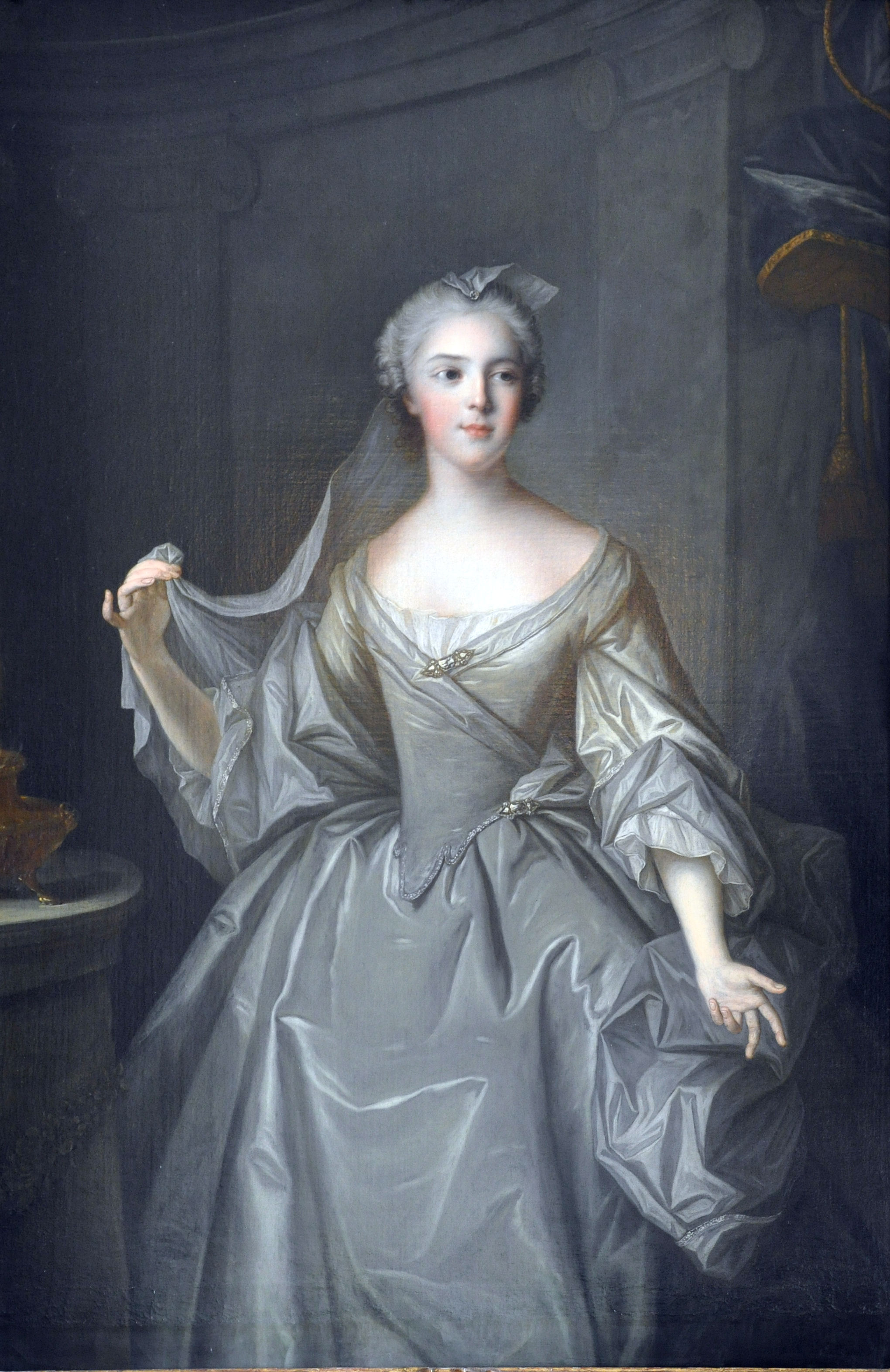
Madame Sofia como uma virgem vestal, por Jean-Marc Nattier

Em 1777, Sofia e sua irmã Adelaide receberam o título de "Duquesa de Louvois" do seu sobrinho, o rei Luís XVI, depois de terem adquirido conjuntamente uma propriedade com esse nome.
Com a subida ao poder da rainha Maria Antonieta, a influência de Madame Sofia na corte caiu totalmente já que ela e suas irmãs não teriam influencia sobre a rainha, pela recente aparição da Princesa de Lamballe e mais tarde de Yolande de Polastron, mais conhecida como "Duquesa de Polignac". A perda de influência fez com que sua morte passasse despercebida a 2 de março de 1782.
Como todos os membros da Casa de Bourbon, Sofia foi enterrada na Basílica de Saint-Denis, contudo seu túmulo foi profanado durante a Revolução Francesa, que eclodiu sete anos após a sua morte.
A famosa frase "Se as pessoas têm fome e não tem pão, que elas comam brioche", amplamente atribuída a rainha Maria Antonieta, outrora fora atribuída a Sofia, que teria a pronunciado após manisfestantes abordarem o seu irmão, o delfim Luís, aos gritos de "Pão, Pão."
Também é bastante evidenciado que tanto Sofia quanto as irmãs, conhecidas na corte como Mesdames, eram ferranhas partidárias do partido anti-austríaco. Quando a rainha Maria Antonieta, nascida uma arquiduquesa austríaca, introduziu o novo costume de jantares informais em família à noite, bem como outros hábitos informais que minaram a etiqueta formal da corte, resultou-se num êxodo da antiga nobreza da corte em oposição às reformas da rainha, que se reuniam nos salões de Sofia e suas irmãs; tais salões eram frequentados regularmente pelo Ministro Maurepas, que a princesa Adelaide havia elevado ao poder por meio do Príncipe de Condé e Príncipe de Conti - ambos membros do partido anti-austríaco. Pierre Beaumarchais também era um convidado frequente, que lia em voz alta suas sátiras da Áustria e suas figuras de poder. O embaixador austríaco, Conde Florimond Claude de Mercy-Argenteau, relatou que seu salão era um centro de intrigas contra Maria Antonieta, onde as Mesdames teciam declamavam poemas satirizando a rainha.